# طاووس آبی (پروانه)
طاووس آبی (پروانه)(نام علمی: Papilio arcturus) نام یک گونه از سرده پروانه‌های پاپیلیو است.